# Lauri Viita
Lauri Arvi Viita (né le 17 décembre 1916 à Pirkkala, près de Tampere et mort le 22 décembre 1965 à Helsinki) est un poète, écrivain et charpentier finlandais.
Malgré sa production très limitée qui se compose de quatre recueils de poèmes et deux romans, Lauri Viita est l'un des grands noms de la littérature finlandaise de l'après-Seconde Guerre mondiale.

## Biographie
Lauri Viita a été élève du lycée classique de Tampere. 
Il a travaillé dans le bâtiment jusqu'en 1943. Après la guerre, Viita publie son premier recueil de poèmes, Betonimylläri (Bétonneur) (1947), dont le style original est accueilli avec enthousiasme. Encouragé par ce succès, Viita abandonne le métier de charpentier et devient écrivain indépendant. Le deuxième poème de Viita, Kukunor (1949), est un succès plus modeste : un long poème fantastique et symbolique, jugé trop difficile. Deux ouvrages de poésie ont été suivis du roman Moreeni (1950), un récit largement autobiographique du sort d'une famille ouvrière de Pispala du début du XXe siècle aux années 1930. Dans ses recueils de poésie Käppyräinen (1954) et Suutarikin, suuri viisas (1961), Viita se détache des formules poétiques traditionnelles et prend des influences à la fois de la poésie libre moderne et de la poésie populaire. À partir de 1952, souffrant de schizophrénie, il doit faire plusieurs séjours en hôpital psychiatrique.
Viita a été diagnostiqué avec une schizophrénie à la fin des années 1940. Par la suite, Raimo K. R. Salokangas, professeur de psychiatrie de l'Université de Turku, exprime dans son livre The Language and Mind of the Author (2012) l'opinion que Viita souffrait d'un trouble bipolaire.
Il meurt en 1965, d'un accident de voiture, et sera enterré au cimetière de Kalevankangas.

## Œuvres
Ses œuvres les plus célèbres sont le recueil de poésie Betonimylläri (« Bétonneur ») de 1947 et le roman Moreeni de 1950. 

### Œuvres en finnois
- Betonimylläri, 1947
- Kukunor (conte en vers), 1949
- Moreeni, Werner Söderström, 1950, 420 p. (ISBN 978-951-0-34774-4)
- Käppyräinen, 1954
- Suutarikin, suuri viisas, 1961
- Entäs sitten, Leevi, 1965
- Kootut runot, Werner Söderström, 1966, 307 p. (ISBN 978-951-0-03850-5)

### Traduction en français
- Lauri Viita, Poèmes, traduit du finnois par Jean-Luc Moreau, in Arpa, n° 89, juin 2006, p. 20-26.

## Prix et récompenses
- Prix littéraire de la ville de Tampere : 1947
- Prix Kalevi Jäntti : 1948
- Prix national de littérature : 1948, 1951, 1955, 1962
- Prix Aleksis Kivi : 1956